# Họ Rắn lục
Họ Rắn lục (danh pháp khoa học: Viperidae) là một họ rắn độc được tìm thấy trên khắp thế giới, trừ một số khu vực như châu Nam Cực, Úc, Ireland, Madagascar, Hawaii, một loạt các hòn đảo biệt lập và ở trên vòng Bắc Cực. Tất cả các loài rắn trong họ này đều có các răng nọc tương đối dài và có khớp nối cho phép đâm sâu và bơm nọc rắn.
Hiện tại người ta công nhận 4 phân họ, tương ứng là Azemiopinae, Causinae, Viperinae và Crotalinae.

## Phân loại
| Phân họ     | Tác giả                 | Số chi | Số loài | Tên gọi phổ biến                   | Phạm vi phân bố |
| ----------- | ----------------------- | ------ | ------- | ---------------------------------- | --- |
| Azemiopinae | Liem, Marx & Rabb, 1971 | 1      | 1       | Rắn lục đầu bạc                    | Myanma, đông nam Tây Tạng qua miền nam Trung Quốc (Phúc Kiến, Quảng Tây, Giang Tây, Quý Châu, Tứ Xuyên, Vân Nam, Chiết Giang) tới miền bắc Việt Nam.                                                           |
| Causinae    | Cope, 1859              | 1      | 6       | Rắn lục đêm                        | Châu Phi hạ Sahara |
| Crotalinae  | Oppel, 1811             | 18     | 151     | Rắn chuông, rắn lục, rắn chàm quạp | Tại Cựu thế giới từ Đông Âu về phía đông qua châu Á tới Nhật Bản, Đài Loan, Indonesia, bán đảo Ấn Độ và Sri Lanka. Tại Tân thế giới từ miền nam Canada về phía nam qua México và Trung Mỹ tới miền nam Nam Mỹ. |
| Viperinae   | Oppel, 1811             | 12     | 66      | Rắn lục, rắn vipe                  | Châu Âu, châu Á và châu Phi. |

Chi điển hình = Vipera—Laurenti, 1768